# Arnaldo Bloch

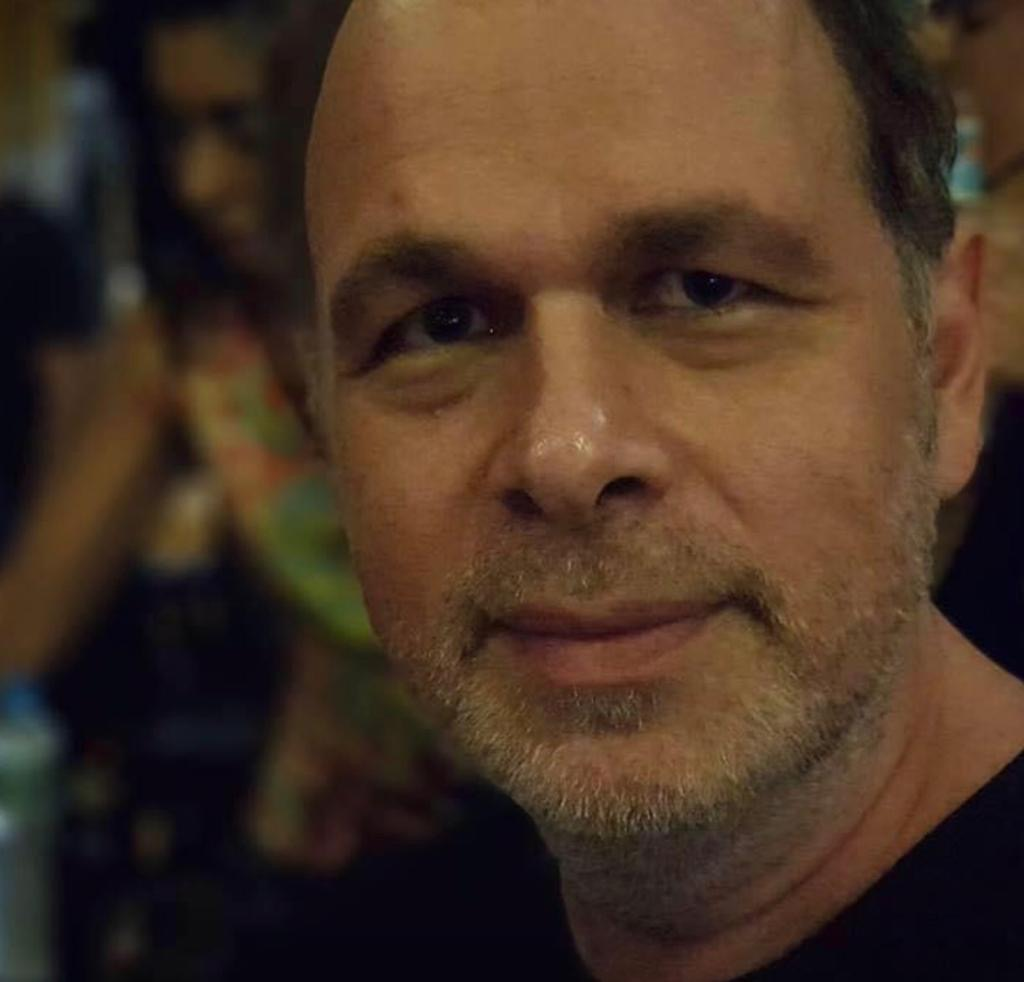
Escritor e jornalista brasileiro Arnaldo Bloch

Arnaldo Bloch(Rio de Janeiro, 20 de abril de 1965) é um jornalista, escritor, tradutor, cronista e roteirista brasileiro.

## Biografia
Estudou jornalismo na Universidade Federal do Rio de Janeiro (UFRJ). Entre 2003 e 2020, assinou uma coluna semanal de crônicas no Segundo Caderno, suplemento cultural d'O Globo. No jornal carioca, atuou como repórter, editor de cultura, editor executivo e, ainda, chefe da sucursal em São Paulo. Iniciou a sua carreira no grupo Manchete,  onde foi repórter, redator e editor. Entre 1991 e 1994, foi correspondente internacional em Paris.  
Em 2014, numa parceria jornalística com o fotógrafo Sebastião Salgado, foi vencedor do prêmio principal do Grupo de Diarios América (GDA) pela reportagem “Ianomâmis: festa de vida e morte na floresta” . O trabalho da dupla também foi um dos finalistas do Prêmio Esso de Jornalismo daquele ano.   
Sua obra literária mais conhecida é Os irmãos Karamabloch. O livro narra a trajetória da família Bloch, judeus originários de Jitomir, Ucrânia, que chegaram ao Brasil em 1922, poucos anos depois da Revolução Russa. Os “irmãos” do título são uma referência a Adolpho, Bóris e Arnaldo (avô do escritor), os fundadores da Bloch Editores, empresa responsável pela popular Revista Manchete, entre outras. Mais tarde, a organização deu origem ao conglomerado midiático que incluiria, também, a Rede Manchete de Televisão. A relação por vezes tempestuosa entre Adolpho, Bóris e Arnaldo Bloch Inspirou o apelido “irmãos Karamabloch”, criado por Otto Lara Rezende em alusão aos conflitos familiares narrados por Fiódor Dostoiévski  no romance Os irmãos Karamazov. Mistura de relato histórico e pessoal, o livro apresenta um estilo narrativo que, tanto na crônica quanto na literatura, combina experiências subjetivas sob o olhar de um descendente de imigrantes em busca de uma identidade multicultural. A obra alcançou repercussão nacional em termos de público e crítica, tornando-se, ainda, fonte de pesquisa sobre a História da Imprensa no Brasil.
Escreveu dois romances, uma biografia do escritor mineiro Fernando Sabino, publicou uma seleção de crônicas e, como contista, participou de coletâneas como Geração 90: os transgressores, que reúne autores brasileiros que despontaram na década de 1990, e Rio Noir, editada pelo guitarrista dos Titãs e escritor Tony Belloto, que apresenta contos de Luís Fernando Verissimo e Arthur Dapieve, entre vários outros.   
Traduziu dois títulos para o selo Vestígio do grupo editorial Autêntica: O império do Ouro Vermelho (L'empire de l'or rouge), de Jean-Baptiste Malet, e Engenheiros do Caos (Les ingénieurs du chaos), de Giuliano da Empoli. 
Como roteirista, fez parte da equipe do programa televisivo Amor & Sexo e, atualmente, é roteirista da sitcom brasileira Vai que cola, humorístico criado pela produtora A Fábrica que vai ao ar no canal Multishow.

## Livros
- 1998:  Amanhã a loucura - romance. Rio de Janeiro: Editora Nova Fronteira.
- 2000:  Talk show - romance. São Paulo: Companhia das Letras.
- 2005:  Fernando Sabino: reencontro - biografia. Rio de Janeiro: Relume Dumará.
- 2008: Os irmãos Karamabloch: ascensão e queda de um império familiar - drama histórico. Rio de Janeiro: Companhia das Letras.
- 2009. O ciclista da madrugada e outras crônicas - crônicas. Rio de Janeiro: Editora Record.

### Participação em Coletâneas
- 2003:  Geração 90 : os transgressores : os melhores contistas brasileiros surgidos no final do século XX. São Paulo: Boitempo Editorial.
- 2010: Primos: histórias da herança árabe e judaica. Rio de Janeiro: Editora Record.
- 2014: Rio Noir. Rio de Janeiro: Casa da Palavra.